# جلوك
جلوك أو غلوك هو مسدس من إنتاج غلوك وتقع في ألمانيا والنمسا ومؤسس الشركة هو جاستون جلوك وكانت الشركة متخصصه في المزاوجة بين مادة البلاستك والفولاذ لصناعه السكاكين وبعض مستلزمات الجيش. في عام 1980 قررت صناعة مسدس للجيش النمساوي يمتاز بخفة الوزن والاعتمادية وقلة الاعطال عندها أنتجت مسدس جلوك 18 وهو من عيار 9ملم دخل هذا المسدس في مناقصه لتزويد الجيش اشتركت فيها أكبر شركات العالم منها العريقة بيريتا وسيق وهكلر كوخ وسميث آند ويسون وكولت لكن مسدس الجلوك اثبت جدارته بين هذه الماركات وتم اعتماده من قبل الجيش النمساوي ومن بعدها ال FBI الإمريكية والكثير من مراكز الشرطة بأمريكا .

## مميزات
1. رمايه تحت الماء
2. مصنوع من بلاستيك ومعدن
3. خفيف الوزن

الأنواع : glock 17 ,18, 19, 21, 22, 30, 29 ,33
GLOCK 17
الطول 186 ملم
طول السبطانة 114ملم
الوزن 625 جم
سعة المخزن 10, 17, 19, 31
GLOCK 19
الطول 174 ملم
طول السباطنة 102ملم
الوزن 595 جم
سعة المخزن 10, 15, 17
GLOCK 26
الطول 160 ملم
طول السباطنة 88ملم
الوزن 560 جم
سعة المخزن 10, 12
يوجد شاحن السعه: 9 طلقات و 17طلقة و 33 طلقة الصناعة: نمساوية